# Manoir de la Cour-Neuve
Le manoir de la Cour-Neuve ou Courneuve, est une maison de notable dans la commune de Huismes, dans le département français d'Indre-et-Loire.
Il est construit au XVIe siècle, mais il est fortement remanié au XVIIe siècle (communs) et au XIXe siècle (logis principal et pigeonnier). Il est inscrit comme monument historique en 1946.

## Localisation
Le manoir de la Cour-Neuve se trouve dans la partie septentrionale de la commune de Huismes, à proximité du rebord du coteau de la rive gauche de l'Indre.

## Histoire
La construction du corps de logis principal semble remonter au XVe, ou au XVIe siècle.
Le bâtiment des communs du XVIe siècle est, pour sa part, remanié au XVIIe siècle ; des inscriptions gravées dans la pierre portent les dates de 1620 et 1624. Le pigeonnier, pour sa part, porte l'inscription 1651.
Au XIXe siècle le corps de logis est repris dans le style néogothique et le pigeonnier est transformé en habitation.
Le corps de logis principal, l'ancien pigeonnier et les communs sont inscrits comme monument historique par arrêté du 11 avril 1946.

## Description
Le manoir de la Cour-Neuve se compose d'un ensemble de bâtiments indépendants autour d'une cour au centre de laquelle se trouve un puits : un corps de logis principal, un bâtiment de communs et un ancien pigeonnier.
Le corps de logis principal, orienté est-ouest au sud de la cour et construit en pierres de taille, présente une façade nord aux ouvertures symétriquement réparties. La façade sud est pourvue d'une tourelle renfermant un escalier à vis. Cette tourelle est construite en pierre jusqu'au premier étage, en pans de bois au-dessus. Elle se trouve partiellement dissimulée par l'ajout du XIXe siècle qui l'englobe.
À l'est de la cour, le bâtiment des communs, orienté nord-sud, conserve ses lucarnes d'origine. Son angle nord-est s'orne d'une poivrière dont le mur est percé d'évidements circulaires à l'origine destinés à y faire passer le canon d'armes à feu dans un but défensif.
L'angle nord-ouest de la cour est occupé par un ancien pigeonnier construit en moellons sur un plan presque carré (7,40 × 8,50 m). Son aménagement en habitation au XIXe siècle a fait disparaître toute trace de sa première affectation.

## Pour en savoir plus